# Desa Karangpucung (administrativ by i Indonesien, lat -7,41, long 108,89)
Desa Karangpucung är en administrativ by i Indonesien.   Den ligger i provinsen Jawa Tengah, i den västra delen av landet, 260 km sydost om huvudstaden Jakarta.